# Linné och hans apostlar
Linné och hans apostlar är en svensk TV-serie i fyra delar från 2004. Serien regisserades av Jonas Cornell och handlar om den svenske botanikern Carl von Linnés liv och gärning. I rollerna ses bland andra Reine Brynolfsson, Catherine Hansson och Erika Höghede.

## Handling
Serien är uppdelad i fyra delar: Drömmen om en ordning, Med andras ögon och händer, Läran om människan och Linnés system överlever. Serien skildrar Linnés ambition att kartlägga alla världens djur och växter och de apostlar som var honom behjälplig i denna strävan.

## Rollista
- Reine Brynolfsson	– Carl von Linné
- Catherine Hansson	– Sara Elisabeth Linné
- Erika Höghede – drottning Lovisa Ulrika
- Peter Alexander Owsiany – Linnés lärare
- Anders Ahlbom – Emanuel Swedenborg
- Sten Ljunggren – Olof Celsius
- Johan Rabaeus – Carl Gustaf Tessin
- Magnus Munkesjö – Nils Rosén
- Jonas Uddenmyr – Dietrich Nietzel
- Eva Gröndahl – fru Rudbeck
- Bengt C.W. Carlsson – Olof Rudbeck d.y.
- Ingar Sigvardsdotter – Greta Benzelia
- Calle Jacobson – Peter Artedi
- Tim Baskin – Rudbecks son
- Caroline Baskin – Rudbecks dotter
- Fanny Strömberg – barnflickan
- Anna Maria Blind – samekvinnan på myren
- Nils-Anders Kuhmunen – vägvisaren
- Susanna Huuva	– en samekvinna
- Sofia Grensjö	– sameflicka, Drottningholm
- Jakob Stefansson – Pehr Löfling
- Mattias Silvell – Peter Forsskål
- Magnus von Platen – Daniel Rolander
- Erik Ehn – Christoffer Tärnström
- Oskar Thunberg – Pehr Kalm
- Joakim Nätterqvist – Daniel Solander
- Johan Ahlstedt – Anders Sparrman
- Anton Hjärtmyr – Johan Peter Falck
- Anders Meisner – Fredrik Hasselqvist
- Kalle Westerdahl – Carl Peter Thunberg
- Malin Lundgren – Tärnströms änka
- Karin Hagås – Lisa Stina Linné
- Sverker Sörlin – Pehr Wargentin
- Nathalie Kullenberg – Sophia Linné som barn
- Tony Ammer – Carl Linné d.y.
- Håkan Swenson – Abraham Bäck
- Hanna Sjögren-Devrient – hovdam
- Helena Kepinski – hovdam
- Chanel Rychter – hovdam

## Om serien
Serien sändes i Sveriges Television mellan de 26 december 2004 och 2 januari 2005. Manus skrevs av Cornell, Sverker Sörlin och Charlotte Lesche. Serien utgavs på DVD 2005.